# Libido
Libido (do latim, significando "anseio ou desejo") é caracterizada como a energia aproveitável para os instintos de vida. De acordo com Freud, o ser humano apresenta uma fonte de energia separada para cada um dos instintos gerais.
"Sua produção, aumento ou diminuição, distribuição e deslocamento devem propiciar-nos possibilidades de explicar os fenômenos psicossexuais observados" (1905a, livro 2, p. 113 na ed. bras.)
A libido apresenta uma característica importante que é a sua mobilidade, ou a facilidade de alternar entre uma área de atenção para outra.
No campo do desejo sexual está vinculada a aspectos emocionais e psicológicos.
Santo Agostinho foi o primeiro a distinguir três tipos de desejos: a libido sciendi, desejo de conhecimento, a libido sentiendi, desejo sensual em sentido mais amplo, e a libido dominendi, desejo de dominar.

## Psicologia
Na psicanálise, a obra de Sigmund Freud utiliza o conceito de libido e lhe confere um papel central. Em seus primeiros trabalhos, a libido é o impulso vital para a auto-preservação da espécie humana, e compreende a libido como a energia sexual no sentido estrito, como o fenômeno do "impulso" do desejo e do prazer. Mais tarde, ele volta a enfatizar essa visão mais geralista de que o impulso de auto-preservação tem origem libidinosa, e confronta a libido com o instinto de morte. Em seus escritos posteriores, especialmente em "Além do Princípio do Prazer" (1920), ele usa, em vez da palavra libido um sinônimo Eros, que descreve como sendo a energia que impulsiona a vida. Na obra "Psicologia das Massas e Análise do Eu" (1921), ele definiu a libido como sendo a "energia de tais instintos, que tem a ver com tudo o que pode ser resumido como o amor."

A libido segundo Freud, não está relacionada somente com a sexualidade, mas também está presente em outras áreas da vida, como nas atividades culturais, caracterizadas pela sublimação da energia libidinosa de Freud. Ele chega a equivalê-la ao conceito grego de Eros, que não é exclusivamente o desejo sexual, mas abrange toda a força vital e vontade de viver. É o desejo de criar vida e favorece a produtividade e a construção. Em seu artigo de 1925 "As Resistências à Psicanálise", Freud explica que o conceito psicanalítico de energia sexual está mais alinhado com a visão platônica de eros, como expressa no Banquete, do que com o uso comum da palavra "sexo" como relacionado principalmente à atividade genital. Ele também menciona o filósofo Schopenhauer como uma influência. Ele então enfrenta seus adversários por ignorar esses grandes precursores e por manchar toda a sua teoria do eros com uma tendência pansexual. Ele finalmente escreve que sua teoria explica naturalmente esse mal-entendido coletivo como uma resistência previsível ao reconhecimento da energia sexual na infância. 
"O que a psicanálise chamou de sexualidade não era de modo algum idêntico à impulsão à união dos dois sexos ou à produção de uma sensação prazerosa nos órgãos genitais; tinha muito mais semelhança com o Eros todo-abrangente e pervasivo do Banquete de Platão"
– Sigmund Freud, "Resistências à Psicanálise" (1925).
"No entanto, a psicanálise não fez nada original em tomar o amor nesse sentido "mais amplo". Em sua origem, função e relação com o amor sexual, o "Eros" do filósofo Platão coincide exatamente com a força do amor, a libido da Psicanálise, como demonstrado em detalhes por Nachmansohn e Pfister, e quando o apóstolo Paulo, em sua famosa Epístola aos Coríntios, premia o amor acima de tudo, ele certamente o entende no mesmo sentido "mais amplo". Mas isso só mostra que os homens nem sempre levam seus grandes pensadores a sério, mesmo quando eles mais professam admirá-los."
– Sigmund Freud, "Psicologia das Massas" (1921).
Segundo a teoria da libido em Freud, na infância a libido se desenvolve por fases e por várias etapas características do desenvolvimento: oral, anal, fálica, latente, e finalmente, uma fase genital (
). Distúrbio do desenvolvimento da libido pode levar a transtornos mentais, de acordo com Freud.
O pastor protestante e colaborador de Freud Oskar Pfister utilizou o conceito de Eros dentro da psicanálise como a força vital da mente, a libido sendo "força de amor", considerando a energia amorosa como única fonte de todas manifestações psíquicas, em contraponto ao esquema duplo de pulsões de Freud.
Carl Gustav Jung adota a definição de libido, em geral, como sendo toda a energia psíquica/mental de um homem. Ao contrário de Freud, Jung considera que esse poder como semelhante ao conceito do Extremo Oriente do chi ou prana, ou seja, como um esforço geral para alguma coisa.
Lacan disse que "a libido marca a relação na qual o sujeito toma parte da sexualidade, com sua morte".

## Disfunção libidinal
Na fisiologia sexual, falta de libido é referida como frigidez.
Muitas doenças, incluindo doenças mentais e doenças psicossomáticas, estão relacionadas com falta de libido ou a perda de libido, por exemplo:
- Depressão
- Anorexia
- Cirrose
- Hemocromatose
- Hipogonadismo, eunuco e ism
- Desbalanço hormônios sexuais, como a testosterona e o estrogênio

Algumas doenças resultam em um aumento excessivo da libido, por exemplo:
- Obsessão
- Hipertireoidismo leve
- Sífilis

Alguns medicamentos, e muitas drogas provocam alterações na libido.
Um aumento patológico da libido é também conhecido como vício do sexo ou ninfomania/satiríase.